# Хом'яков Олег Михайлович
Олег Михайлович Хом'яков — радянський і російський прозаїк, драматург, поет; радянський і український редактор кінофільмів. Нагороджений почесним Знаком «Відмінник кінематографії СРСР».

## Біографічні відомості
Народився 2 грудня 1934 р. в м. Шар'я Костромської обл. (Росія) в родині робітника. Закінчив сценарний факультет Всесоюзного державного інституту кінематографії (1957).
Працював редактором Свердловської кіностудії (1957—1981) та Одеської кіностудії художніх фільмів (1981—1994).
Був членом Спілки кінематографістів України (1966—1994). Виїхав з України.
Проживає в Росії (Шар'я Костромської обл.). Член Спілки письменників Росії з 1998 року.

## Фільмографія
Вів кінокартини:
- «Мідної гори господиня» (1975, мультфільм; у співавт.)
- «Третього не дано» (1982)
- «Нова орбіта» (1982)
- «Тепло рідного дому» (1983)
- «Сніг у липні» (1984)
- «Точка повернення» (1986)
- «Світла особистість» (1989)
- «Увага: Відьми!» (1990)
- «Морський вовк» (1990, т/ф, у співавт. з Т. Хміадашвілі) та ін.

Акторські епізоди:
Знявся в епізодичних ролях в трьох фільмах режисера Кіри Муратової («Астенічний синдром» (1989) та ін.)